# 東潤 (詩人)
東 潤（ひがし じゅん、1903年 - 1977年）は、日本の詩人。本名は島本武男（しまもと たけお）。
シュルレアリスムの詩を作り続けた北九州の詩人。
西日本を代表する文学同人「九州文学」のひとりとして火野葦平(芥川賞作家)らとともに執筆活動に励んだ。

## 生涯
山口県大島郡生まれ。
門司在住のとき、「海峡詩壇」などに投稿した。1930（昭和5）年から1932（昭和7）年まで個人雑誌「エロ塔」「彼氏」「上層建築」「阿片」「LE ETOILE」などを発行した。小倉転居後に汎芸術協会を結成。1935（昭和10）年、機関紙「亜刺朱［あししゅ］」を刊行した。同年第一次「VOU」（東京）に参加した。1941年、東潤を中心に北九州詩人協会を結成。夢野文代や吉本幸子など6人の詩集を「国民詩叢書」として刊行した。
1945年8月9日、福岡市にあった西部軍報道部に在籍していたときに長崎に投下された原子爆弾の被害状況視察の命令を受ける。他に、山端庸介、山田栄二と下士官2人の5人で行くことになった。午後3時に博多駅発長崎行きの列車に乗った。翌日、8月10日午前3時ごろ道ノ尾駅に到着。徒歩で長崎地区憲兵隊本部（現在の日本銀行長崎支店の場所にあった）まで行く。午前6時に到着。
食事を済ませたあと下士官二人は残り、あと3人で道ノ尾駅を目指して歩きながら被害状況を取材する。東潤は県庁との連絡、調査の用務のため二人と別れる。二人は、道ノ尾駅を目指し、山端は写真撮影しながら、山田はスケッチをしながら歩き出す。東潤は、近くに設置されていた県の防空壕である立山防空壕に行って、被爆の経緯を聞き取る。その後、市街地に行き市民の動向を調査する。
午後3時ごろ長崎駅前に到着する。歩いて、道ノ尾駅を目指す。4時過ぎに到着。遅れて山端、山田が到着。5時過ぎの列車に長崎から避難する被爆者とともに同乗し諫早駅まで行き、門司行きに乗り換えて帰路につく。
1942年、長男（東 昭徳）が誕生するが、1945年に長崎から帰った後に生まれた次男は、東潤が63歳（1966年）のときに、筋萎縮性側索硬化症（ALS）を発症して死去。医師からは原爆との関係性はないと言われたが、どうしても原爆との関係をぬぐいきれなかった。
戦後は文学同人「九州文学」を発行する九州書房に勤務しながら、その文学同人の一員として火野葦平らとともに執筆活動に励んだ。
詩集に『あどばるうん』『土語［どご］』『霞なの海綿』『硝子の自治領』『円錐花序』『抒情あり』『深層面接』などがある。
1977年、死去。享年74。

## 人物・エピソード
- 2019年、東潤の長男・昭徳が父の書斎の本棚から原稿を発見。新聞等のメディアで報道された[11]。

## 長崎に投下された原爆による被害を取材
1945年8月9日、アメリカ軍によってプルトニウム原子爆弾が長崎市へ投下され甚大な被害を被った。福岡市の西部軍報道部にいた東潤（当時41歳）は軍の命令で写真家 山端庸介（当時28歳）と画家の山田栄二 （当時33歳）と下士官兵2名とともに長崎市へ向かった。
このときの記録は、1952年出版『原爆の長崎』に掲載された。
1955年に全文が「九州文学」8月号に掲載された（400字詰め原稿用紙31枚）。2019年、東潤の長男・昭徳（あきよし）が遺品として原稿を発見した。

## 主要作品 著書
- 個人雑誌「エロ塔」
- 「彼氏」
- 「上層建築」
- 「阿片」
- 「LE ETOILE」
- 『あどばるうん』
- 『土語［どご］』

- 東潤、吉村文庫 著、吉村文庫 編『被爆翌日　原爆の長崎　ルポルタアジュ浦上壊滅の日　東潤』吉村文庫、2023年8月10日。

## 関連人物
- 北園克衛（きたぞの かつえ）
- 堀口大學
- 山端庸介
- 山田栄二
- 火野葦平